# Bobana Veličković
Bobana Veličković (Bor, 25 gennaio 1990 – Belgrado, 21 giugno 2020) è stata una tiratrice a segno serba, ha cominciato a praticare tiro con l'arco dal 1999 e a gareggiare dal 2000. Ha partecipato alle Olimpiadi estive del 2012, ha gareggiato nella pistola ad aria compressa femminile da 10 metri. Alle Olimpiadi estive del 2016, ha gareggiato nella pistola ad aria compressa femminile da 10 metri e nella pistola femminile da 25 metri, classificandosi al 7º posto nei 10 metri.
Durante la sua carriera è stata membro del club di tiro "Bor 030" e il suo allenatore era Boban Marković.

## Morte
Il 21 giugno 2020, all'età di 30 anni, Veličković è morta a causa di complicazioni durante il parto, inclusa la preeclampsia.